# Natrijev fluoroacetat
Natrijev fluoroacetat je fluorova organska spojina, ki deluje predvsem kot presnovni (metabolni) strup. Naravno se nahaja v nekaterih rastlinah, ki uspevajo v Avstraliji, Braziliji in Afriki, ter je del obrambe rastlin pred rastlinojedi, sicer pa se ga lahko tudi umetno sintetizira. Za sesalce in žuželke je zelo strupen, zato se trenutno uporablja kot pesticid, predvsem za določene sesalce.

## Ekologija
Fluoroacetat se naravno nahaja v vsaj 40 vrstah rastlin v Avstraliji, Braziliji in Afriki, predvsem v rodovih rastlin Gastrolobium, Gompholobium, Oxylobium, Nemcia ter v akacijah.
Rod Gastrolobium zajema vrste cvetočih rastlin iz družine metuljnic, ki uspevajo predvsem na jugozahodnem delu Zahodne Avstralije. Posebnost omenjenih metuljnic je, da lahko koncentrirajo fluoroacetat iz zemlje z nizko vsebnostjo fluora. Določene vrste podgan in diprotodontov (npr. zahodni sivi kenguru, Macropus fuliginosus) so odporne na strup in se tako lahko prehranjujejo z njimi, vendar so živina in vrste, uvedene iz drugih predelov Avstralije, občutljive na strup. Glede na dejstvo, da lahko te metuljnice povzročijo sekundarno zastrupitev pri tujih mesojedih živalih, je bila osnovana teorija, po kateri naj bi bila populacija mačk močno omejena na območjih, kjer te rastline tvorijo večji delež podrasti.

## Strupenost
Fluoroacetat je zelo strupen za sesalce in žuželke. Srednji smrtonosni odmerek (LD50) se razlikuje od vrste do vrste, najbolj občutljivi pa naj bi bili psi, mačke in prašiči. Pri človeku znaša LD50 pri peroralnem vnosu (po zaužitju) od 2–10 mg/kg telesne teže.

### Mehanizem delovanja
Osnova strupenosti fluoroacetata je njegova podobnost z acetatom, ki ima pomembno vlogo v celični presnovi (metabolizmu). Fluoroacetat namreč s koencimom A tvori fluoroacetil-CoA, ki zamenja acetil-CoA v Krebsovem ciklu oz. ciklu trikarboksilnih kislin, katerega pretvorbo v fluorocitrat katalizira encim citrat sintaza. Fluorocitrat se močno veže na akonitazo in tako deluje kot encimski inhibitor, s tem pa se Krebsov cikel prekine.
Kot posledica tega se proizvodnja energije zmanjša pri oksidativnem metabolizmu. Zmanjšan oksidativni metabolizem prispeva k laktatni acidozi. Zaradi zavrtja oksidacije maščobnih kislin se pospeši ketogeneza, ki privede do ketoacidoze. Zmanjšanje ravni adenozin trifosfata (ATP) zavre reakcije, za katere je potrebna velika energija, kot je glukoneogeneza.
Poleg tega je Krebsov cikel vir intermediatov, kot je oksoglutarat. Slednji je prekurzor glutamata, ki je ekscitatorni živčni prenašalec (nevrotransmiter) v osrednjem živčevju, v ciklu sečnine pa sodeluje pri odstranjevanju amonijaka. Zvišana koncentracija amonijaka bi lahko prispevala k nastanku mišičnih krčev . Glutamat je tudi prekurzor glutamina, ki prav tako sodeluje v številnih pomembnih biokemičnih procesih. Po drugi strani se citrat kopiči v mnogih tkivih, kot so možgani.
Fluorid, ki se odcepi iz fluoroacetata, ter citrat in fluorocitrat so kelatorji kalcija, številni poskusi na živalih in klinične raziskave pa podpirajo teorijo, po kateri naj bi zastrupitev s fluoroacetatom sprožila hipokalciemijo. Fluoridna komponenta sicer pri tem naj ne bi bila bistvenega pomena.

### Klinični simptomi in znaki
Pri človeku se simptomi in znaki pojavijo med pol ure in 3 urami po zaužitju. Sprva se pojavijo slabost, bruhanje in bolečina v trebuhu, nato pa še znojenje, zmedenost in agitacija (motorični nemir zaradi hude tesnobe). Pri hujših zastrupitvah se pojavijo nenormalnosti v delovanju srca, kot so zvečan (tahikardija) ali zmanjšan srčni utrip (bradikardija), zmanjšan krvni tlak (hipotenzija) in razne nepravilnosti na EKG-ju. V zvezi z motnjami živčevja se pojavijo mišični krči, zavest pa se progresivno slabša, kar po nekaj urah privede do kome. Smrt nastopi navadno zaradi ventrikularnih aritmij, hipotenzije, ki se ne odziva na zdravljenje, in sekundarnih okužb pljuč.
Pri udomačenih živalih se znaki kažejo različno: pri psih se pojavijo predvsem nevrološki znaki, kot so krči in nenadzorovano tekanje, medtem ko se pri večjih rastlinojedih, kot so domače govedo in ovce, kažejo predvsem kardiološki znaki.
Subletalni odmerki, ki torej še ne povzročijo smrti, lahko prizadenejo organe z veliko porabo energije, še posebej možgane, srce, spolne žleze in pljuča, poleg tega pa še plod. Organizem presnovi in izloči subletalne doze navadno v roku štirih dni.

### Zdravljenje
Trenutno ne obstajajo učinkoviti protistrupi (antidoti). Raziskave na opicah so sicer pokazale, da bi uporaba gliceril monoacetata lahko preprečila težave, tovrstna terapija pa se je izkazala pri nekaterih primerih zdravljenja udomačenih živali. V teoriji naj bi gliceril monoacetat nadomestil porabljene zaloge acetata, kar bi omogočilo nemoteno delovanje celičnega dihanja.
V klinični praksi je pomembno simptomatsko in podporno zdravljenje, in sicer je v ospredju uporaba mišičnih relaksantov in antikonvulzivov (barbiturati, benzodiazepini) ter umetno predihovanje. Zaradi možnega pojava hipokalciemije in podaljšanega intervala QT (električne sistole oz. krčenja prekatov) je potrebno nadomeščanje zalog kalcija (Ca2+) in magnezija (Mg2+). V primeru suma na zastrupitev je priporočljivo dati aktivno oglje v času 1–2 ur od zaužitja.

## Uporaba
Natrijev fluoroacetat se uporablja kot pesticid, še posebej za zaščito pridelkov in pašnikov pred določenimi vrstami rastlinojedih sesalcev. V Novi Zelandiji in Avstraliji se uporablja tudi za nadzor invazivnih tujih vrst sesalcev, ki plenijo ali tekmujejo z domačimi vrstami.
Največji uporabnik fluoroacetata je Nova Zelandija, ki ga uporablja predvsem za nadzor populacij oposumov (Trichosurus vulpecula), podgan in zajcev; samo za nadzor oposumov ga letno porabijo okoli eno tono. V Avstraliji so ga v 50-ih letih 20. stoletja sprva uporabljali za nadzor populacij zajcev, nato pa še za lisice, divje pse in divje svinje. Raziskave so pokazale, da so se populacije ogroženih vrst povečale kot posledica uporabe fluoroacetata proti invazivnim plenilcem. Uporaba naj bi bila upravičena tudi zato, ker so zahodnoavstralske domače vrste razvile določeno mero odpornosti preko mehanizma naravnega izbora, zato je kolateralna škoda dokaj majhna. Po drugi strani angleška organizacija Royal Society for the Prevention of Cruelty to Animals (RSPCA) kritizira uporabo fluoroacetata zaradi škodljivih učinkov na hišne ljubljenčke in domačo favno, pa tudi na splošno zaradi dolgotrajnega trpljenja pred smrtjo, ter ga označuje kot »nehumanega morilca«.
V ZDA ga uporabljajo za nadzorovanje populacij kojotev. V Mehiki, Izraelu in na Japonskem ga uporabljajo kot rodenticid.

### Vpliv na okolje
Natrijev fluoroacetat je vodotopen, vendar se ne kopiči v vodnih sistemih in v prehranjevalni verigi, saj ga mnoge bakterije (npr. rod Pseudomonas) in glive (npr. vrsta Fusarium solani) v zemlji ter vodne rastline (npr. vrsta Myriophyllum triphyllum) razgrajujejo v nestrupene presnovke, kot je glikolat. V manjši meri so ogrožene ptice, dvoživke in plazilci, vendar je s pazljivo uporabo kolateralna škoda minimalna. Ribe in drugi vodni organizmi so zelo malo občutljivi na strup. Kljub temu trenutno potekajo raziskave za uvedbo alternativnih ne-antikoagulantnih toksinov pri nadzoru populacij oposumov, kot je holekalciferol.

## Zgodovina
Fluoroacetat so prvič sintetizirali leta 1896 preko reakcije med natrijevim kloroacetatom (C2H2ClNaO2) in kalijevim fluoridom (KF). Kmalu zatem so ga začeli uporabljati za zastrupljenje škodljivcev: na začetku 20. stoletja so kolonisti Sierre Leone že uporabljali ekstrakte rastline vrste Chailletia toxicaria, ki vsebuje fluoroocetno kislino in njene soli, za zastrupljenje podgan. V 20-ih letih je bil patentiran kot strup proti škodljivim nočnim metuljem.
Šele več let po prvi umetni sintezi je bilo odkrito, da se spojina nahaja naravno v nekaterih rodovih rastlin. Leta 1942 so odkrili, da je učinkoviti rodenticid, zato je bil tri leta zatem uveden na trg v ZDA. Ime današnje blagovne znamke tega pesticida, 1080, se nanaša na takratno številko v katalogu strupenih spojin.